# Lepthyphantes bamilekei
Lepthyphantes bamilekei este o specie de păianjeni din genul Lepthyphantes, familia Linyphiidae, descrisă de Bosmans, 1986.
Este endemică în Camerun. Conform Catalogue of Life specia Lepthyphantes bamilekei nu are subspecii cunoscute.